# Lý Ngọc Tỷ
Dino Lee Lý Ngọc Tỷ (tên khai sinh Lee Yu-Hsi, hay còn gọi Lee Yu Xi  sinh ngày 31 tháng 3 năm 1993) là một ca sĩ, diễn viên, nhà soạn nhạc và nhạc sĩ người Đài Loan. Anh nổi tiếng với vai diễn Âu Dương Phi Phàm trong bộ phim điện ảnh nổi tiếng Thời đại của chúng ta năm 2015.

## Sự nghiệp
Sinh ra trong gia đình có truyền thống nghệ thuật (ba của anh là ca sĩ và nhà sản xuất âm nhạc nổi tiếng Lý Á Minh), Lý Ngọc Tỷ có quyết tâm lớn trên con đường âm nhạc. Năm 2014, Lý Ngọc Tỷ chính thức ra mắt dưới vai trò ca sĩ và nhạc sĩ solo với album The Cozy Life of Rock 'n' Roll（搖滾小日子) bao gồm các sáng tác của chính anh. Sau đó, vào ngày 31 tháng 7 năm 2015, anh tiếp tục ra mắt đĩa đơn SHOUT theo phong cách rock 'n' roll. Tên ca khúc là 'SHOUT' được phát âm gần giống với "xiao" (nghĩa là "cười" trong tiếng Trung Quốc) là một phép chơi chữ, qua đó Lý Ngọc Tỷ muốn trêu chọc chính bản thân mình, diễn tả những mâu thuẫn về cảm xúc mà anh phải đối mặt và không biết cách giải quyết .
Năm 2015, anh tham gia vào bộ phim điện ảnh hài - lãng mạn Thời đại của chúng ta với vai nam sinh Âu Dương Phi Phàm. Sự thành công của bộ phim giúp Lý Ngọc Tỷ nhận được nhiều sự chú ý hơn. Vào ngày 18 tháng 8 năm 2015, anh phát hành video cho ca khúc We Are Young (我們青春) - nhạc dạo trong phim Thời đại của chúng ta và cũng là bài hát mở đầu của bộ phim truyền hình thần tượng Hương vị tình yêu (Love Cuisine; 料理高校生). 'We Are Young' là một ca khúc nhạc rock với nhịp sôi động và năng lượng của tuổi trẻ. Lý Ngọc Tỷ đã mang đến cho giai điệu cảm giác của một chuyến phiêu lưu và đầy sự tươi mới.

## Sản phẩm âm nhạc

### Đĩa hát[5]
| Năm  | Tên album                                     | Chú thích |
| ---- | --------------------------------------------- | --------- |
| 2014 | "The Cozy Life of Rock 'n' Roll（搖滾小日子)" |           |
| 2015 | "SHOUT" (đĩa đơn)                             |           |
| 2016 | "Stars" (đĩa đơn)                             |           |
| 2016 | "Mr Lucy"                                     |           |

### Nhạc phim
| Năm  | Tên bài hát                 | Tên phim                          | Chú thích                                                                       |
| ---- | --------------------------- | --------------------------------- | ------------------------------------------------------------------------------- |
| 2014 | "Let Go, Travel"            | I do 2                            | Bài hát kết phim                                                                |
| 2015 | "We Are Young"              | Hương vị tình yêu (Love Cuisine)  | Bài hát mở đầu                                                                  |
| 2015 | "Epochal Times (Heart Era)" | Bromance (phim truyền hình)       | Hát cùng với Ian Chen Trần Ngạn Doãn, Andrew Tan Trần Thế An và Bii Tất Thư Tận |
| 2016 | "Hate that I love you"      | Miss in Kiss                      | Hát cùng Ngô Tâm Đề                                                             |
| 2016 | "After a joke "             | Miss in Kiss                      | Bài hát kết phim                                                                |
| 2016 | "Stars"                     | Prince of Wolf (phim truyền hình) | Bài hát kết phim                                                                |

## Phim đã tham gia

### Phim truyền hình
| Năm  | Tên phim             | Kênh chiếu | Vai diễn       | Chú thích      |
| ---- | -------------------- | ---------- | -------------- | -------------- |
| 2016 | Miss in Kiss         | LINE TV    | Giang Thực Thụ |                |
| 2016 | Rock Records in Love | PTS        | Li Xiao Quing  |                |
| 2017 | Mr.Swimmer           |            |                | chưa phát sóng |

### Phim điện ảnh
| Năm  | Tên phim              | Vai diễn          | Chú thích |
| ---- | --------------------- | ----------------- | --------- |
| 2015 | Thời đại của chúng ta | Âu Dương Phi Phàm |           |